# واتسلاو یورچکا
واتسلاو یورچکا (چکی: Václav Jurečka؛ زادهٔ ۲۶ ژوئن ۱۹۹۴) بازیکن فوتبال اهل جمهوری چک است.
وی همچنین در تیم‌های ملی فوتبال زیر ۱۹ سال جمهوری چک و جمهوری چک بازی کرده‌است.